# Orai (Stadt)
Orai (Hindi उरई Uraī; Urdu: اورئ) ist eine Stadt im nordindischen Bundesstaat Uttar Pradesh.
Orai liegt im Süden von Uttar Pradesh 100 Kilometer südwestlich von Kanpur. Die Stadt bildet den Verwaltungssitz des Distrikts Jalaun.
Zum Zeitpunkt der Volkszählung 2011 hatte Orai knapp 190.000 Einwohner. Die Stadt ist in 28 Wards gegliedert.
Orai liegt an der nationalen Fernstraße NH 25 von Kanpur nach Jhansi.